# 춘천, 춘천
"춘천, 춘천"은 2018년에 개봉한 대한민국의 영화이다. 

## 캐스팅
- 우지현 : 지현 역
- 양흥주 : 흥주 역
- 이세랑 : 세랑 역
- 김민중 : 민중 역
- 모성민 : 박종성 역
- 서윤선
- 문종순 : 완이 엄마 역
- 이상희 : 유람선 승객 역
- 허재원 : 열차 승객 역
- 박진웅 : 취객 역
- 윤정규 : 모텔직원 역

## 수상
- 2016년 제21회 부산국제영화제 수상 비전 - 감독상 (장우진)
- 2016년 제42회 서울독립영화제 후보 특별초청 장편
- 2017년 제67회 베를린국제영화제 후보 포럼부문
- 2017년 제41회 홍콩 국제 영화제 후보 월드시네마 - 인디 파워
- 2017년 제5회 무주산골영화제 후보 상영작 - 창
- 2017년 제32회 마르델플라타 국제영화제 후보 초청국가 : 한국, 포커스
- 2019년 제6회 들꽃영화상 후보 극영화, 신인감독상

## 같이 보기
- 2018년 대한민국의 영화 목록